# Schlacht von Heraclea
Heraclea – Ausculum – Beneventum
In der Schlacht von Heraclea standen sich 280 v. Chr. die Römer unter dem Kommando von Publius Valerius Laevinus und die verbündeten Griechen von Epirus mit den Städten Tarent, Thurii, Metapont, Herakleia in Süditalien unter Führung des Königs Pyrrhus von Epirus gegenüber. Sie endete mit einem Sieg der Griechen.

## Hintergrund
Tarentum war eine griechische Kolonie, Teil von Magna Graecia. Die Demokraten in Tarentum unter Philocharis oder Ainesias wussten, dass sie bei einem Angriff Roms auf die Stadt ihre Unabhängigkeit verlieren würden, und fürchteten nach dem Ende des Dritten Samnitenkriegs 290 v. Chr. den römischen Expansionsdrang. Diese Furcht wurde durch die Gründung römischer Kolonien in Apulien und Lukanien, von denen die wichtigste Venusia war, genährt.
282 v. Chr., nach einer Schlacht gegen die Samniten, Lukanier, Bruttier und Thurioi, besetzten die Römer Kroton, Lokroi und Rhegium, und den Demokraten aus Tarentum war klar, dass die Römer unmittelbar nach dem Ende des Kriegs gegen die Kelten, Lukanier, Etrusker, Samniten und Bruttier auch Tarentum besetzen würden.
Die zweite Fraktion in Tarentum waren die Aristokraten, geführt von Agis, die einer Unterwerfung unter die römische Oberhoheit positiv gegenüberstanden, würde sie doch ihre eigene Macht steigern. Da die Aristokraten wussten, dass eine direkte Unterwerfung unpopulär war, fassten sie einen anderen Plan: Im Herbst 282, als Tarentum sein Dionysos-Fest feierte, entdeckten die Einwohner im Theater mit Blick auf das Meer sitzend zehn römische Schiffe, die in den Golf von Tarentum einfuhren. Nach Ansicht des polnischen Historikers Krzysztof Kęciek hatten die Aristokraten die römischen Befehlshaber Publius Cornelius und Lucius Valerius gebeten, die Demokraten und ihre Anhänger zu verhaften und hinzurichten, was den Aristokraten erlaubt hätte, sich zu unterwerfen. Die Demokraten, die auf einen Vertrag mit den Römern verwiesen, der diesen verbot, in den Golf einzufahren, bereiteten ihre Flotte auf den Angriff vor. Im Kampf sank ein Viertel der Schiffe, eines wurde gekapert.
Die Demokraten wussten, dass sie noch eine Siegeschance gegen die Römer hatten. Sie beschlossen, Pyrrhus, den König von Epirus, um Hilfe zu bitten. Armee und Flotte von Tarentum wurden nach Thurii verlegt und halfen den dortigen Demokraten, die Aristokraten zu verbannen. Die in Thurii stationierte römische Garnison zog sich zurück.
Rom sandte Diplomaten nach Tarentum, jedoch brachen die Griechen die Gespräche ab. 281 v. Chr. eroberten römische Legionen unter Lucius Aemilius Barbula Tarentum und plünderten es. Anschließend verlor Tarentum trotz samnitischer und salentinischer Verstärkung eine Schlacht gegen die Römer. Agis wurde beauftragt, einen Waffenstillstand zu unterzeichnen und Friedensgespräche aufzunehmen, die aber in dem Moment abgebrochen wurden, als 3000 Soldaten aus Epirus unter dem Kommando von Milon in die Stadt kamen. Der römische Konsul zog sich zurück und erlitt Verluste durch die Angriffe der griechischen Schiffe.
Pyrrhus beschloss, Tarentum Hilfe zu leisten, da er in ihrer Schuld stand: Sie hatten ihm zuvor geholfen, die Insel Korfu (Kerkyra) zu erobern. Er wusste auch, dass er auf Unterstützung der Samniten, Lukanier, Bruttier und einiger illyrischer Stämme zählen konnte. Sein Ziel war es, Makedonien zu erobern, er hatte aber nicht genügend Geld, um Söldner zu bezahlen. Er plante daher, Tarentum zu helfen, dann nach Sizilien überzusetzen und Karthago anzugreifen – nach einem Sieg und der Eroberung Süditaliens hätte er genügend Geld gehabt, um eine Armee aufzustellen, die stark genug war, Makedonien zu erobern.

## Vorbereitung
Bevor er Epirus verließ, lieh er sich vom makedonischen König einige Phalangiten, sowie Schiffe und Geld vom syrischen König und von Antigonos II. Gonatas. Der ägyptische König versprach 9.000 Soldaten und 50 Kriegselefanten – alles Kräfte, die Epirus verteidigen sollten, während Pyrrhus abwesend war. Er rekrutierte auch Soldaten in Griechenland. Im Frühjahr 280 v. Chr. setzte Pyrrhus nach Italien über. Er hatte 20.000 Phalangiten, 500 Schleuderer, 2.000 Bogenschützen, 3.000 Elitekavalleristen aus Thessalien und 20 Kriegselefanten bei sich.
Nachdem sie von Pyrrhus’ Landung gehört hatten, mobilisierten die Römer acht Legionen und Hilfstruppen, insgesamt rund 80.000 Soldaten, die sie auf vier Armeen aufteilten:
- Die erste Armee unter dem Kommando Barbulas hatte die Aufgabe, die Samniten zu beschäftigen;
- die zweite Armee blieb zum Schutz Roms zurück;
- die dritte Armee unter dem Kommando des Konsuls Tiberius Coruncanius wandte sich gegen die Etrusker
- die vierte Armee unter Laevinus marschierte nach Tarentum und plünderte auf dem Weg Lukanien.

## Die Schlacht
Pyrrhus wandte sich nicht gegen die Römer, da er auf Verstärkung durch seine Verbündeten wartete. Als er begriff, dass diese nicht rechtzeitig kommen würde, beschloss er, die Römer auf einer Ebene am Fluss Siris zwischen Pandosia und Heraclea zu stellen, sandte aber noch Diplomaten aus mit dem Vorschlag, ihn zwischen den Römern und der süditalischen Bevölkerung vermitteln zu lassen. Er behauptete, dass seine Alliierten ihn als Richter anerkennen würden und verlangte das gleiche von den Römern. Die Römer lehnten seinen Vorschlag ab, begaben sich rechts vom Fluss Siris ebenfalls auf die Ebene und schlugen dort ihr Lager auf.
Es ist nicht bekannt, wie viele Truppen Pyrrhus in Tarentum gelassen hatte, aber er hatte wohl zwischen 25.000 und 30.000 Soldaten bei sich. Er stellte sie am linken Ufer des Siris auf, in der Hoffnung, dass die Römer Probleme mit der Überquerung des Flusses bekommen würden, was ihm Zeit zur Vorbereitung seines Angriffs gegeben hätte. Er stellte Wachposten am Fluss auf, wartete auf den Beginn der Flussüberquerung, um die Römer im gleichen Moment mit der Kavallerie und den Elefanten anzugreifen. Valerius Laevinus hatte etwa 30.000 Soldaten unter seinem Kommando, darunter auch Kavallerie, Schleuderer und Speerwerfer.
Als Pyrrhus über den Beginn der Flussüberquerung informiert wurde, befahl er seiner Kavallerie den Angriff. Seine Infanterie, unterstützt durch die Schleuderer, Bogenschützen und die schwere Infanterie, setzte sich ebenfalls in Bewegung. Die griechische Kavallerie störte erfolgreich die römische Schlachtformation und zog sich danach zurück. Pyrrhus’ Schleuderer und Bogenschützen setzten ihre Waffen ein und auch die Phalangiten begannen ihren Angriff.
Die Phalangiten griffen drei Mal an, die Römer erwiderten den Angriff drei Mal. Als Pyrrhus sah, dass die Linie der römischen Infanterie aufriss, schickte er seine Elefanten in die Schlacht. Die Römer erschraken, als sie die Elefanten entdeckten, und ihre Kavallerie weigerte sich, gegen sie zu reiten. Pyrrhus’ Kavallerie griff nun die Flügel der römischen Infanterie an; diese floh und die Griechen eroberten das römische Feldlager, woraufhin die Römer sich nach Venusia zurückzogen.
Nach Ansicht von Hieronymus von Cardia verloren die Römer 7.000 Soldaten, Tausende gerieten in Gefangenschaft, Pyrrhus verlor rund 4000 Soldaten.

## Nachwirkung
Nach der Schlacht stießen Verstärkungen aus Süditalien zu Pyrrhus. Die Griechen von Rhegium, die ihn unterstützen wollten, wurden von römischen Soldaten unter Decius Vibelius getötet, der anschließend zum Regenten der Stadt ernannt wurde. Pyrrhus brach mit seiner Armee nach Etrurien auf. Er eroberte kleine Städte in Kampanien, seine Soldaten plünderten Latium. Sein Vormarsch wurde in Anagnia aufgehalten, zwei Tagesmärsche vor Rom, als er auf eine andere römische Armee unter Coruncanius traf. Pyrrhus befürchtete, zum Kampf nicht genügend Soldaten zu haben, wusste auch Laevinus und Barbula in seinem Rücken – er kehrte um, und die Römer ließen ihn ziehen.